# Ghiaccio Ih

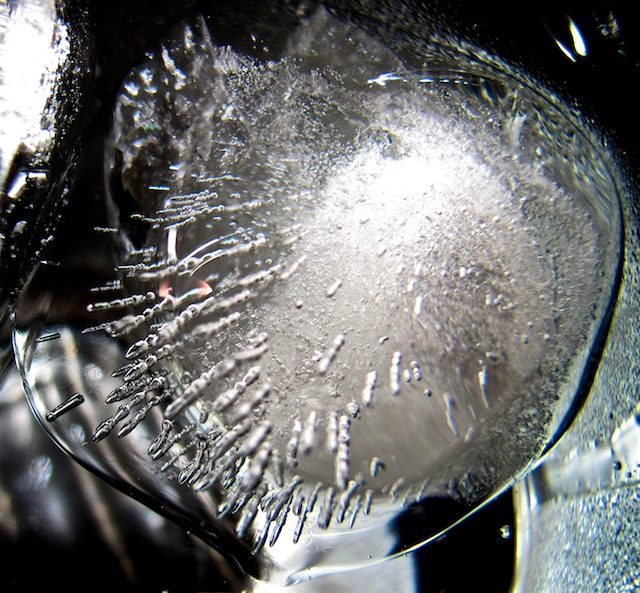
Un cubetto di ghiaccio comune, formato dal tipo Ih

Il ghiaccio Ih è una forma a cristalli esagonali di ghiaccio, costituita da acqua congelata. Virtualmente tutto il ghiaccio nella biosfera è ghiaccio Ih, ad eccezione di una piccola quantità di ghiaccio Ic che si trova occasionalmente nell'atmosfera superiore. Il ghiaccio Ih mostra molte proprietà peculiari che sono rilevanti per l'esistenza della vita e la regolazione del clima globale.
Il ghiaccio Ih è stabile fino ai -200 °C (73 K; -328 °F) e può esistere a pressioni fino ai 0,2 GPa. La struttura cristallina è caratterizzata dalla simmetria esagonale e da angoli di legame che si approssimano al tetraedro.

## Proprietà fisiche
Il ghiaccio Ih ha una densità inferiore rispetto all'acqua liquida, pari a 0,917 g/cm³ (per questo gli iceberg e i lastroni di ghiaccio galleggiano su laghi e oceani), a causa della densità estremamente bassa del suo reticolo cristallino. La densità del ghiaccio Ih aumenta con la diminuzione della temperatura (la densità del ghiaccio a -180 °C è di 0,9340 g/cm³).
Il calore di fusione latente è di 5,987 J/mol, e il suo calore latente di sublimazione è di 50,911 J/mol. L'alto calore latente di sublimazione è principalmente indicativo della forza del ponte di idrogeno nel reticolo cristallino. Il calore latente di fusione è molto più piccolo in parte perché l'acqua vicino ai 0 °C ha già dei forti legami idrogeno.
L'indice di rifrazione del ghiaccio Ih è pari a 1,31.

## Struttura cristallina

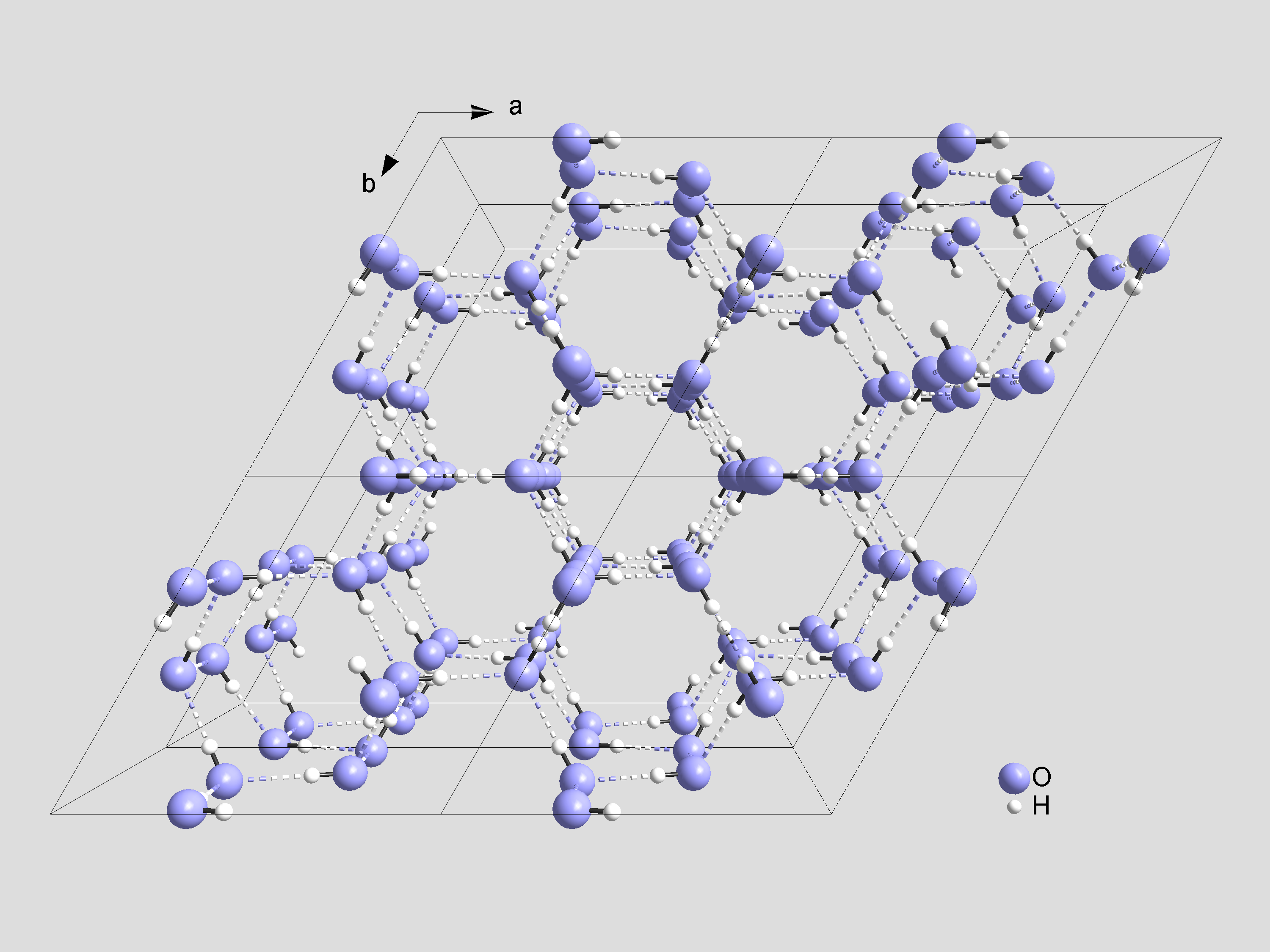
Struttura cristallina del ghiaccio I_{h}. Le linee punteggiate sono ponti di idrogeno.

La struttura cristallina del ghiaccio ordinario venne proposta per la prima volta da Linus Pauling nel 1935. La struttura del ghiaccio Ih è approssimativamente costituita da piani increspati composti da tasselli di anelli esagonali, con un atomo di ossigeno su ogni vertice e i bordi degli anelli formati dai legami a idrogeno. I piani si alternano secondo uno schema ABAB, con piani B che sono riflessioni dei piani A lungo gli stessi assi dei piani.
La distanza tra gli atomi di ossigeno lungo ogni legame a idrogeno è di circa 275 pm ed è la stessa tra tutte le coppie di atomi di ossigeno legate nel reticolo. L'angolo tra i legami nel reticolo cristallino si avvicina molto all'angolo tetraedrico di 109,5° che è anche molto vicino all'angolo tra atomi di idrogeno nella molecola d'acqua (nella fase gassosa), che è di 105°. Questo angolo di legame tetraedrico della molecola d'acqua è la spiegazione principale della densità così inusualmente bassa del reticolo cristallino; tale disposizione con angoli tetraedrici comporta una penalizzazione energetica nell'aumentato volume del reticolo cristallino. Come risultato, i grossi anelli esagonali lasciano quasi sufficiente spazio perché un'altra molecola d'acqua vi si possa inserire dentro.
Questa proprietà fa sì che il ghiaccio che si forma in natura abbia la caratteristica, poco usuale, di essere meno denso rispetto alla sua forma liquida. Gli anelli esagonali con ponti di idrogeno ad angolo tetraedrico sono anche il meccanismo che fa sì che l'acqua liquida sia più densa a 4 °C. All'avvicinarsi allo 0 °C,  cominciano a formarsi nell'acqua liquida piccoli reticoli esagonali simili a ghiaccio Ih, con una frequenza che aumenta approssimandosi allo 0 °C. Questo comportamento fa diminuire la densità dell'acqua mentre si congela, facendo sì che la maggiore densità avvenga a 4 °C quando queste strutture si formano con scarsa frequenza.

## Disordine dei protoni
I protoni (atomi d'idrogeno) nel reticolo cristallino hanno una disposizione allineata lungo la linea dei legami a idrogeno, in modo tale che ogni molecola d'acqua sia preservata. Questo significa che ogni atomo di ossigeno nel reticolo ha due protoni ad esso adiacenti, a circa 101 pm lungo i 275 pm di lunghezza del legame. Il reticolo cristallino permette una sostanziale quantità di disordine nelle posizioni dei protoni intrappolati nella struttura quando questa si raffredda allo zero assoluto. Come risultato, la struttura cristallina contiene ancora un'entropia residua insita nel reticolo e determinata dal numero di possibili configurazioni delle posizioni dei protoni che possono essere formate, pur mantenendo sempre l'esigenza che ogni atomo di ossigeno abbia soltanto due protoni nelle immediate vicinanze, e che ogni legame H che unisce due atomi di ossigeno abbia soltanto un protone. Questa entropia residua S0 è uguale a 3,5 J mol−1 K−1.
Ci sono vari modi di approssimare questo numero partendo dalle leggi fondamentali. Considerando N date molecole di acqua, ciascuna ha 6 possibili disposizioni, il che produce 6N possibili combinazioni. Dati gli orientamenti casuali delle molecole, un dato legame avrà soltanto una probabilità di ½ di avere esattamente un protone, o in altre parole, ogni molecola ha una probabilità di ¼ che i suoi protoni giacciano sui legami che contengono esattamente un protone, lasciando un numero totale di {\displaystyle (3/2)^{N}} combinazioni valide possibili. Usando il  principio di Boltzmann, troviamo che {\displaystyle S_{0}=Nk\ln(3/2)}, dove {\displaystyle k} è la costante di Boltzmann, che produce un valore di 3,37 J mol−1 K−1, un risultato molto vicino al valore misurato. Metodi più complessi possono essere impiegati per approssimare meglio il numero esatto di possibili configurazioni, e ottenere risultati più vicini ai valori misurati.
Al contrario, la struttura del ghiaccio II è molto ordinata nei suoi protoni, fatto che spiega il cambio in entropia da 3,22 J/mol quando la struttura del cristallo diventa quella del ghiaccio II. Inoltre, il ghiaccio XI, una forma del ghiaccio Ih orto-rombica, ordinata in base ai protoni, è considerata la forma più stabile.